# Голубівщина
Голубівщина — селище в Україні, у Корюківській міській громаді Корюківського району Чернігівської області. Населення становить 5 осіб. До 2020 орган місцевого самоврядування — Рибинська сільська рада.

## Географічне положення
Селище розташоване за 26 км від районного центру і залізничної станції Корюківка  Висота над рівнем моря — 153 м.

## Історія
Селище засноване у 1919 році.  На мапі 1941 року позначені: Голубове -1 і Голубове-2.
12 червня 2020 року, відповідно до розпорядження Кабінету Міністрів України № 730-р «Про визначення адміністративних центрів та затвердження територій територіальних громад Чернігівської області», увійшло до складу Корюківської міської громади.
19 липня 2020 року, в результаті адміністративно-територіальної реформи та ліквідації колишнього Корюківського району, селище увійшло до складу новоутвореного Корюківського району.